# 15669 Pshenichner
15669 Pshenichner è un asteroide della fascia principale. Scoperto nel 1974, presenta un'orbita caratterizzata da un semiasse maggiore pari a 2,4279945 UA e da un'eccentricità di 0,2048559, inclinata di 2,77220° rispetto all'eclittica.